# Parasimplesita
La parasimplesita és un mineral de la classe dels fosfats que pertany al grup de la vivianita.

## Característiques
La parasimplesita és un arsenat de fórmula química Fe2+₃(AsO₄)₂·8H₂O. Es tracta d'una espècie aprovada per l'Associació Mineralògica Internacional, i publicada per primera vegada el 1954. Cristal·litza en el sistema monoclínic. La seva duresa a l'escala de Mohs és 2. És l'anàleg de Fe2+ de la köttigita i l'eritrita. Es pot trobar fent intercreixements amb la simplesita, el seu dimorf.
Segons la classificació de Nickel-Strunz, la parasimplesita pertany a «08.CE: Fosfats sense anions addicionals, amb H₂O, només amb cations de mida mitjana, RO₄:H₂O sobre 1:2,5» juntament amb els següents minerals: chudobaïta, geigerita, newberyita, brassita, fosforrösslerita, rösslerita, metaswitzerita, switzerita, lindackerita, ondrušita, veselovskýita, pradetita, klajita, bobierrita, annabergita, arupita, barićita, eritrita, ferrisimplesita, hörnesita, köttigita, manganohörnesita, vivianita, pakhomovskyita, simplesita, cattiïta, koninckita, kaňkita, steigerita, metaschoderita, schoderita, malhmoodita, zigrasita, santabarbaraïta i metaköttigita.

## Formació i jaciments
Va ser descoberta a la mina Kiura, situada a la ciutat de Saiki (Prefectura d'Ōita, Japó). Tot i tractar-se d'una espècie no gaire habitual ha estat descrita en tots els continents del planeta a excepció de l'Antàrtida. Als territoris de parla catalana ha estat descrita únicament a la mina Atrevida, a Vimbodí i Poblet (Conca de Barberà, Tarragona).